# Catbird seat

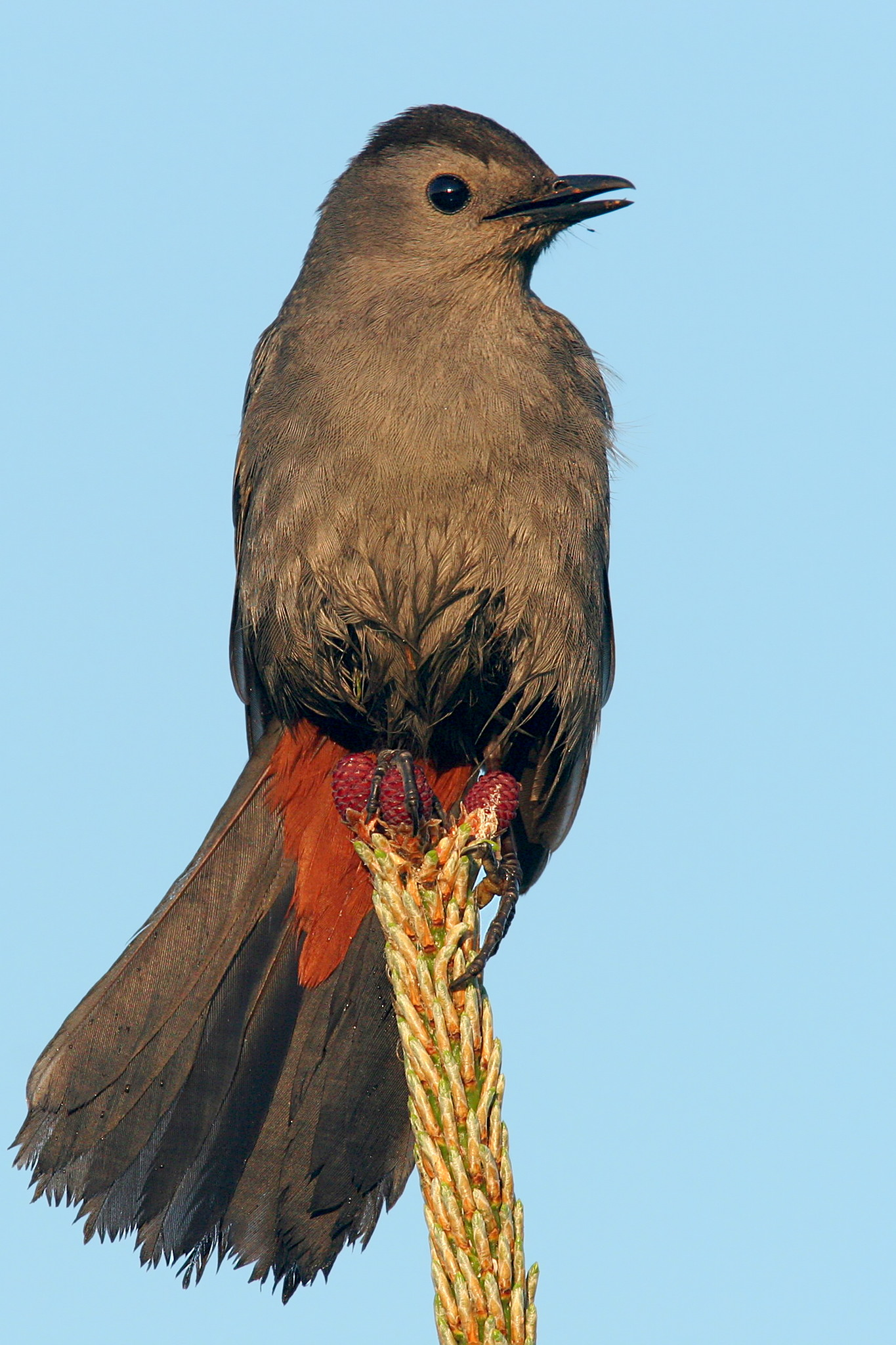
El pájaro gato gris, Dumetella carolinensis, encima de un abeto

El catbird seat es un modismo del inglés estadounidense que se usa para describir una posición envidiable, a menudo en términos de tener ventaja en algún tipo de interacción entre grupos. Deriva de la percha apartada desde la cual el pájaro gato gris hace sus vocalizaciones imitadoras.

## Trasfondo
Según el Online Etymology Dictionary, la frase se refiere al pájaro gato gris y fue usado en el siglo XIX en la región sur de los Estados Unidos.
Se encuentra un uso temprano del término en el periódico Columbia Daily Tribune en la edición del 21 de abril de 1900.
Según el Oxford English Dictionary, su primer uso documentado ocurrió en un cuento jocoso de 1942 de James Thurber llamado The Catbird Seat, que incluye un personaje, la Señora Barrows, a quien le gusta usar la frase. Otro personaje, Joey Hart, explica que la Sra. Barrows tuvo que haber tomado la frase del presentador de béisbol Red Barber y que para Barber, "sentando en el catbird seat" significa "en una buena posición", como un bateador con tres pelotas y cero strikes".
Según el libro del "Coronel" Bob Edwards, Fridays with Red, Barber aseguró que Thurber obtuvo esta y muchas otras frases de él, y que Barber había oído el término por primera vez de Frank Koch durante un juego de póquer en Cincinnati, durante la Gran Depresión. Barber también propuso esta versión de eventos en su autobiografía de 1968, Rhubarb in the Catbird Seat.

## Uso en la cultura popular
- 1948: Temporada 1, episodio 5 de Actors Studio fue titulado "The Catbird Seat"
- 1958: La novela de P. G. Wodehouse, Cocktail Time, usó la frase "I get you. If we swing it, we'll be sitting pretty, 'in the catbird seat'".
- 1978: La serie original de televisión Dallas tuvo la actuación de J.R. Ewing usando la frase muy a menudo.
- 1987: Raising Arizona incluyó la frase "you and I'll be sittin' in the fabled catbird seat".
- 1988: William L. Marbury Jr. tituló sus memorias In the Catbird Seat.[7]
- 1997: El episodio de Los Simpson, Homer vs. The Eighteenth Amendment, el narrador dice "with rum-running hoodlums in the catbird seat …"
- 2006: El undécimo episodio de la tercera temporada del drama del oeste Deadwood se llamó "The Catbird Seat".
- 2009: Steve Forbert publicó un álbum digital, Loose Change, que incluyó una canción que él escribió llamada "The Catbird Seat".
- 2010: Darlingside lanzó EP 1 que incluye una canción llamada "The Catbird Seat".[8]
- 2010: En la segunda temporada de la serie Party Down, se ve al escritor ficticio A. F. Gordon Theodore sentado entre dos mujeres hermosas y dice "I am in the seat named for the proverbial catbird".
- 2014: En la serie de televisión Manhattan, se usó la frase múltiples veces como una expresión estadounidense.
- 2018: La serie de televisión Barry, en el cuarto episodio de la primera temporada, Fuches usa la frase "So, now we are in the catbird seat".
- 2018 hasta la actualidad: Shannon Sharpe usa la frase en Skip and Shannon: Undisputed mientras debaten con Skip Bayless. Sharpe usa la frase frecuentemente para explicar a quien tiene la ventaja en los deportes, por ejemplo "Patrick Mahomeboy is in the catbird seat for MVP".
- 2019 hasta la actualidad: En la expansión Warlords of New York del videojuego Tom Clancy's Division 2, un aliado del protagonista usa la frase en referencia a un agente enemigo.
- 2021: En el séptimo episodio de la tercera temporada de la serie de HBO, Succession, Shiv Roy usa la frase para describir la relación cercana de Roman y Logan Roy mientras mantienen una posición de ventaja estratégica en una negociación de contrato.
- 2022: En el programa en línea Corrections de Seth Meyers, Meyers usó la frase "pretty catbird seat to me" para describir el momento justo en que llegó su entrega de sopa al locutor del programa de medianoche, Jimmy Kimmel, quien se había enfermado con COVID-19 una segunda vez.